# Eupithecia fulvipennis
Eupithecia fulvipennis är en fjärilsart som beskrevs av Butler 1889. Eupithecia fulvipennis ingår i släktet Eupithecia och familjen mätare. Inga underarter finns listade i Catalogue of Life.